# Lil Baby
Dominique Armani Jones (Atlanta, Georgia; 3 de diciembre de 1994), conocido artísticamente como Lil Baby, es un rapero estadounidense.Saltó a la fama en 2017 después del lanzamiento de su mixtape Perfect Timing.
El álbum debut de estudio de Lil Baby «Harder Than Ever» de 2018 recibió la certificación Platino por RIAA e incluyó la canción «Yes Indeed» con Drake que alcanzó el número 6 en el Billboard Hot 100. Luego lanzó dos mixtapes más en 2018, «Drip Harder» y «Street Gossip», el primero contenía su canción más popular «Drip Too Hard», que alcanzó el número 4 en el Billboard Hot 100, y el último alcanzó su punto máximo en número dos en el Billboard 200. El segundo álbum de Lil Baby, «My Turn» de 2020, alcanzó el número uno en el Billboard 200. En junio de 2020, lanzó el sencillo «The Bigger Picture», que alcanzó el número 3 en el Hot 100 y se convirtió en la canción más alta de su carrera.
Además de un premio Grammy, Lil Baby ha ganado un MTV Video Music Award, dos premios BET y fue nombrado Artista del Año de todos los géneros en los Apple Music Awards 2020. Como sello de Motown y Capitol, fundó el sello discográfico Glass Window Entertainment (conocido anteriormente como 4PF) en 2023, a través del cual ha firmado a los colaboradores frecuentes 42 Dugg y Rylo Rodríguez.Lil Baby ha llegado a colaborar con artistas como: Joyner Lucas, NAV, EST Gee, 42 Dugg, Rylo Rodriguez, Mariah The Scientist, SleazyWorld Go, Gunna, Flowdan, Skrillex, 4Batz, Travis Scott, 6LACK, DJ Khalled, Lil Uzi Vert, Moneybagg Yo, Lazza, Meek Mill, Post Malone, Byron Messia, Rvssian, Money Man, Bryson Tiller, Roddy Ricch, Future, Drake, Lil Durk, Ed Sheeran, 21 Savage, J. Cole, Quality Control, The Weeknd, Kanye West, Quavo, Polo G, Young Thug, Pop Smoke, DaBaby, Lil Wayne y Central Cee.

## Primeros años
Dominique Jones nació en Atlanta, Georgia. Tenía dos años cuando su padre dejó a su familia, dejando a su madre soltera para criarlo a él y a sus dos hermanas. Jones se metía en problemas repetidamente, lo que le hizo abandonar la escuela secundaria en el noveno grado.
A principios de 2012, fue acusado de posesión con intención de vender droga entre otros cargos. Su abogado original lo instó a aceptar un acuerdo de culpabilidad de 2 años, pero Jones se negó y adquirió un nuevo abogado. Este nuevo abogado colocó a Jones en un programa especial que solo lo retendría durante un año. Mientras estaba en este programa, tuvo un altercado con un prisionero blanco por comentarios raciales. Después, la sentencia de Jones fue reemplazada por el contrato original de 2 años. Más tarde, en 2013, fue acusado de posesión de marihuana, menos de una onza. En 2014, fue arrestado nuevamente y acusado de posesión de marihuana con la intención de vender, entre otras cosas. Después de estar encarcelado durante dos años, comenzó su carrera de rap con 4PF (4 Pockets Full) y Quality Control Music.

## Carrera

### 2016–2018: Comienzos de carrera yHarder Than Ever
Poco después de su liberación de la prisión, Jones lanzó su mixtape "Perfect Timing", con Young Thug, Lil Yachty y otros. Lanzó su segundo mixtape titulado "Harder Than Hard" el 18 de julio de 2017. El 9 de octubre de 2017, Jones lanzó el mixtape "2 The Hard Way" en colaboración con el rapero y su amigo cercano, Marlo. Este mixtape no creó un impacto tan grande como dos cintas anteriores, pero aun así atrajo algo de atención. Jones finalmente comenzó a llegar a las masas con su mixtape "Too Hard" de diciembre de 2017, dirigido por su exitoso sencillo "Freestyle", que se lanzó como video musical el 5 de noviembre para promocionar el próximo mixtape. A través del éxito del sencillo, Jones atrajo mucha atención hacia su mixtape. Cuando el mixtape finalmente cayó, presentó el sencillo "All of a Sudden" con el rapero y amigo Moneybagg Yo. Este mixtape definió gran parte de la carrera actual de Jones. En mayo de 2018, Baby lanzó su álbum debut de estudio, "Harder Than Ever", que debutó en el número tres en la lista estadounidense Billboard 200. El álbum fue apoyado por los sencillos, "Southside" y "Yes Indeed", este último alcanzó el número seis en el Billboard Hot 100.

### 2018–2019:Drip HarderyStreet Gossip

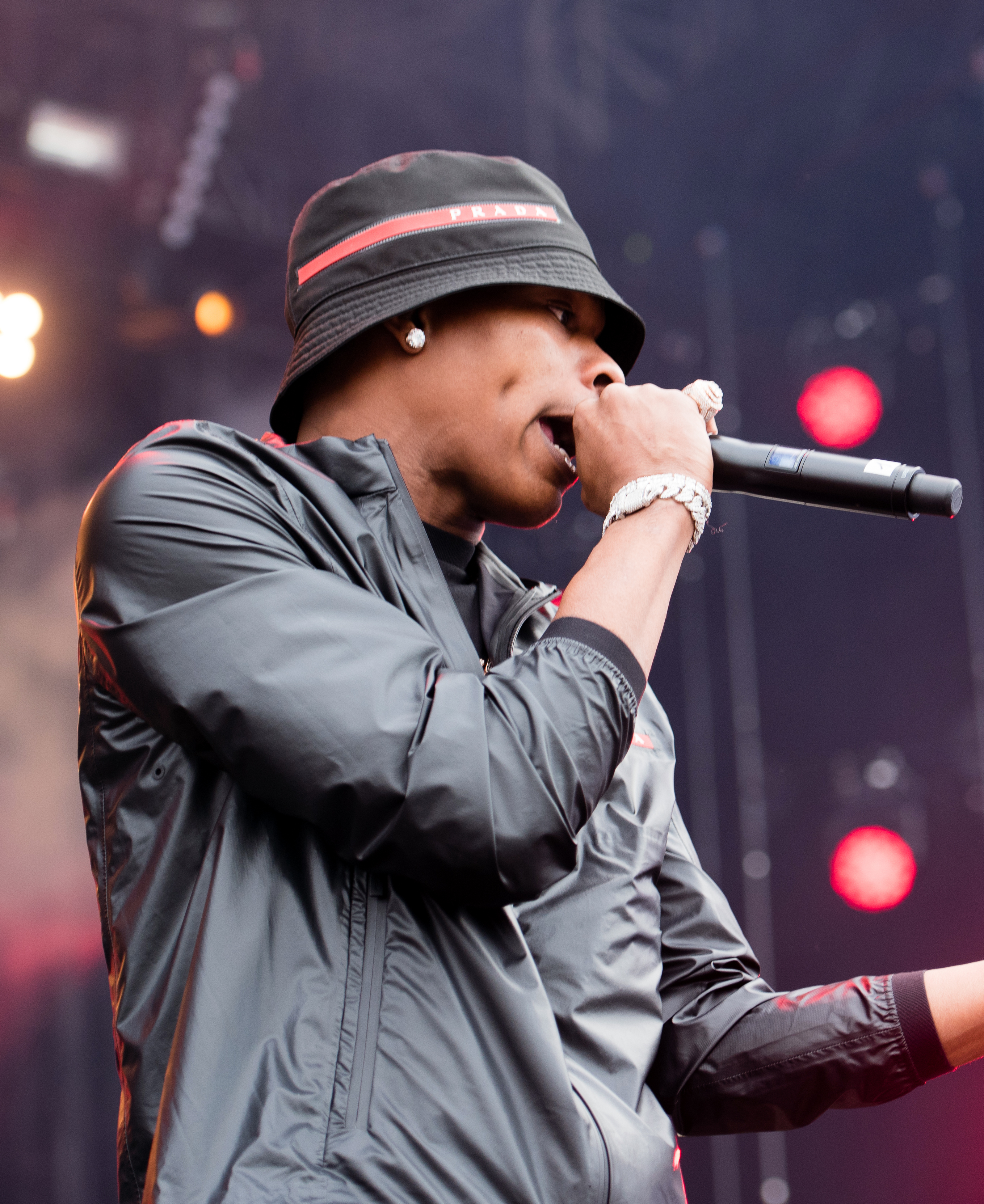
Lil Baby actuando en el festival Openair Frauenfeld en Suiza, julio de 2019

Después de haber lanzado "Harder Than Ever", lanzó su mixtape colaborativo "Drip Harder" con su compañero rapero y amigo cercano, Gunna, el 5 de octubre de 2018. El mixtape fue muy bien recibido y también presentó características de alto perfil y únicas en: "Off White VLONE" con Lil Durk y Nav, "My Jeans" con Young Thug y "Never Recover" con Drake. El mixtape tuvo varios éxitos y aumentó la popularidad de Baby. El sencillo principal, "Drip Too Hard", de Baby y Gunna, fue certificado platino por RIAA. Se convirtió en el sencillo más popular de Lil Baby, alcanzando el número 4 en el Billboard Hot 100 y siendo nominado a Mejor Actuación Rap/Sung en la 62a Entrega Anual de los Premios Grammy. El mixtape fue lanzado bajo las etiquetas Quality Control, YSL Records y Motown/Capitol.
En septiembre de 2018, Baby apareció en la serie de televisión FishCenter Live de Adult Swim. En noviembre de 2018, lanzó su mixtape "Street Gossip".  y en diciembre de 2018, Baby colaboró con Yung Gravy en el sencillo de este último, "Alley Oop".
Lil Baby protagonizó "How High 2", la secuela de la película stoner de 2001 "How High", que se estrenó el 20 de abril de 2019 en MTV. El 21 de junio de 2019, Baby y el rapero Future lanzaron un sencillo titulado "Out the Mud", que originalmente se pensaba que era un álbum sencillo, hasta que Baby lo negó. El 17 de julio de 2019, Lil Baby apareció junto a DaBaby en el sencillo "Baby", lanzado en el segundo álbum de estudio de Quality Control, "Control the Streets, Volume 2". La canción recibió elogios de los críticos de música y alcanzó el número 21 en el Billboard Hot 100. El 8 de noviembre de 2019, Baby lanzó su sencillo "Woah" como el primer sencillo para su segundo álbum de estudio My Turn. La canción alcanzó el número 15 en el Billboard Hot 100, también lanzó "Toast Up", el mismo día. El 15 de noviembre de 2019, Baby lanzó una canción de la película Queen & Slim, titulada "Catch the Sun", que también estaba en el segundo álbum de estudio de Baby My Turn, que servía como un sencillo promocional.

### 2020:My TurnyThe Bigger Picture
El 10 de enero de 2020, Baby lanzó el segundo sencillo, "Sum 2 Prove", para su álbum, y alcanzó el número 16 en el Hot 100. El álbum, My Turn, fue lanzado el 28 de febrero de 2020 y debutó en el número uno en los Billboard 200, cuenta con apariciones especiales de Gunna, 42 Dugg, Future, Lil Uzi Vert, Lil Wayne, Moneybagg Yo, Young Thug y Rylo Rodriguez. Después del éxito comercial del álbum de Baby My Turn, 12 canciones del álbum llegaron a la lista Hot 100 de Billboard, lo que le dio un total de 47 canciones en la lista, lo que lo puso en un empate con Prince y Paul McCartney. Tras el lanzamiento de la versión de lujo del álbum el 1 de mayo, My Turn regresó al primer puesto en el Billboard 200. El 12 de junio de 2020, Lil Baby lanzó el sencillo "The Bigger Picture", en medio de las protestas por la muerte de George Floyd. La canción era de un calibre diferente de sus lanzamientos habituales, ya que era una canción "llena de mensajes" que abordaba un tema amplio relacionado con las protestas de George Floyd y Black Lives Matter de 2020, y resonó con muchas personas afroamericanas y caucásicas. La canción también debutó en el número tres en el Billboard Hot 100, convirtiéndose en la canción más alta de Lil Baby. Lil Baby ha lanzado y presentado varias colaboraciones a lo largo de 2020, incluyendo "One Shot" de YoungBoy Never Broke Again, del mixtape Road to Fast 9 para la película, Fast 9. Su canción "We Paid" con 42 Dugg de My Turn también alcanzó su punto máximo en el top 10 del Billboard Hot 100. En julio de 2020, Lil Baby apareció en "For the Night" de Pop Smoke, de su álbum debut póstumo, Shoot for the Stars, Aim for the Moon. La pista alcanzó el número 6 en el Hot 100.

## Vida personal
Jones tiene un hijo, Jason, de una relación anterior, Ayesha. 
En 2016, comenzó a salir con la actriz y empresaria Tibu. El 18 de febrero de 2019, Jayda dio a luz a su hijo, Loyal.
En mayo de 2021, Jones visitó la Casa Blanca con la familia de George Floyd conmemorando un año desde su asesinato. Jones también conoció a la vicepresidenta Kamala Harris.
El 7 de julio de 2021, Jones fue arrestado acusado de portar drogas en París después de asistir a la Semana de la Moda de París junto a Kanye West y James Harden. Fue liberado poco después.

## Discografía

### Álbumes de estudio
- 2018: Harder Than Ever
- 2020: My Turn
- 2022: It's Only Me

Álbumes colaborativo
- 2021: The Voice of the Heroes (con Lil Durk)
- 2025: WHAM

## Giras

### Principal
- 2021: The Back Outside Tour
- 2023: It's Only Us Tour

### Coprincipal
- 2022: One Of Them Ones Tour (con Chris Brown)

## Premios y nominaciones
| Premio             | Año  | Premiado(s) y nominado(s)   | Categoría                        | Resultado | Ref.   |
| ------------------ | ---- | --------------------------- | -------------------------------- | --------- | ------ |
| BET Awards         | 2019 | Él                          | Mejor nuevo artista              | Ganador   | [ 34 ] |
| BET Awards         | 2019 | Él y Gunna                  | Mejor grupo                      | Nominado  | [ 34 ] |
| BET Hip Hop Awards | 2019 | "Drip Too Hard" (con Gunna) | Mejor colaboración, dúo o grupo  | Nominado  | [ 35 ] |
| Premios Grammy     | 2020 | "Drip Too Hard" (con Gunna) | Mejor interpretación rap/cantada | Nominado  | [ 36 ] |